# Sandor
Sandor, née le 20 mai 1981 à Sierre, en Valais (Suisse), est une chanteuse, auteure et compositrice.

## Biographie
Sandor naît le 20 mai 1981 à Sierre, en Valais. Sa mère est courtière en art contemporain ; son père chef de cuisine, puis encadreur,.
Elle grandit entre Vissoie, petit village valaisan du val d'Anniviers, et Sion,, et reçoit une éducation assez stricte. Elle fait ensuite des études à Genève. Elle y suit, après un an d'université, une formation de guitariste à l'École des techniques musicales, suivie de la Haute école pédagogique du canton de Vaud.
Elle tient son nom d'artiste de Sandor / Sarolta Vay (1859-1918), auteure hongroise travestie,. Elle déclare avoir été bouleversée par un livre sur la vie de Sandor : « La cause homosexuelle me touche beaucoup, étant moi-même homosexuelle sans vouloir être porte-parole ni revendicatrice pour autant »,.
Elle exerce la profession d'institutrice à Lausanne,.

### Carrière musicale
Elle commence à jouer de la guitare à l'âge de 6 ans, puis de la guitare électrique à 14 ans. Son père joue du saxophone et sa mère du piano.
Sa musique est qualifiée de synth-wave, pop synthétique inspirée des années 80. Les paroles de ses chansons sont en français.
En 2015, Sandor sort le titre Bar de nuit et est sélectionnée par Le Romandie et Les Docks de Lausanne pour participer à l'édition 2016 de l'Opération Iceberg en collaboration avec les Eurockéennes de Belfort et la FCMA. Par la suite, elle est programmée aux Transmusicales de Rennes et sort un nouveau titre, Rincer à l'eau dont le clip lui vaudra un article élogieux « coup de foudre » du magazine Les Inrockuptibles,.
Entre 2016 et 2018, Sandor est programmées dans de nombreux festivals entre la Suisse (Montreux Jazz Festival et Paléo Festival Nyon), la France, la Belgique et le Canada.
En 2017, sort son EP Bar de nuit composé de 4 titres, suivi d'un second EP de deux titres en hommage à la chanteuse Lhasa de Sela, Sandor chante Lhasa. En  2018, elle sort Au Revoir, premier single de son premier album, puis Je ne sais pas parler en janvier 2019. Son premier album éponyme est sorti en Suisse en février 2019.
Ce premier album est suivi d'une série de concerts entre la Suisse, la France et la Belgique. La presse le reçoit avec enthousiasme; "Grande tenue d'un disque souvent fascinant à l'écriture transperçante, entre poésie et réalisme" pour Libération, "Les mélodies lancinantes, les textes répétitifs mêlant le raffinement et la trivialité, les jeux de voix dédoublées et croisées, les ambiances souvent pensantes dégagent finalement un parfum venimeux assez grisant - qui rappelle l'univers de Fischbach" d'après Télérama[réf. nécessaire].
Début 2020, Sandor co-compose et interprète sur scène, en collaboration avec Jérémie Duciel, la musique de la pièce de théâtre Oedipe Roi, texte d'André Bonnard, mise en scène par Philippe Soltermann. Puis, elle collabore avec le groupe belge Rive sur deux titres, Bar de nuit et Soleil.
En 2021 sortent deux titres qui figureront sur son second album, 200 mètres et Molosse.
En 2023, elle réalise l'identité sonore de la Radio Télévision Suisse.

## Discographie

### EP
- 2017 : Bar de nuit[22]
- 2017 : Sandor chante Lhasa[23],[24]

### Album
- 2019 : Sandor[25]